# جامعة جناح للنساء
جامعة جِنّاح للنساء (بالإنجليزية:  Jinnah University for Women)‏(وباللغة السندية:جناح يونيورسٽي فار وومين)، هي جامعة بحثية خاصة في كراتشي بإقليم السند في باكستان. تُعتبر الجامعة جامعة نسائية بالكامل وهي أول جامعة نسائية في البلاد.
أنشئت الجامعة كجامعة للدراسات العليا، وتحسنت مكانتها كجامعة كاملة في عام 1998 في جمعية السند. ويدير صندوق أنجومان الإسلام الرئيسي الهبات المالية والتمويل اللازم للجامعة. تقدم الجامعة مرحلة جامعية، ودراسات عليا، وبرامج الدكتوراه في العلوم والفنون والعلوم الإنسانية والدراسات العامة. تم تصنيف الجامعة اعتبارًا من عام 2010 من بين أفضل مؤسسة للتعليم العالي في «الفئة العامة» من قِبَل لجنة التعليم العالي في باكستان.

## الحرم الجامعي
ينقسم حرم جامعة جناح إلى خمس بنايات - مبنى A ومبنى B ومبنى C ومبنى D ومبنى E وقسم القبول. وتشمل هذه الكتل قاعة تضم 400 شخص وقاعات المحاضرات وقاعات الفصول الدراسية والمختبرات والمتاحف وقاعات التدريس ومكتبات الندوات. تقع الجامعة في ناظم أباد، كراتشي.

## روابط خارجية
- Jinnah University for Women Website